# Beiler
Beiler (en luxemburguès: Beeler; en alemany: Beiler) és una vila de la comuna de Weiswampach, situada al districte de Diekirch del cantó de Clervaux. Està a uns 62 km de distància de la ciutat de Luxemburg.